# El Sueño de la Sultana
El Sueño de la Sultana es una historia utópica feminista escrita en 1905 por Rokeya Sakhawat Hossain, una feminista musulmana, escritora y activista política de Bengala. Fue publicada en el mismo año en la revista inglesa con sede en Madrás The Indian Ladies Magazine.

## Trama
Representa una utopía feminista (llamada Ladyland) en la que las mujeres manejan todo y los hombres están aislados, en una imagen invertida de la práctica tradicional de purdah . Las mujeres son ayudadas por tecnología "eléctrica" de ciencia ficción que permite la agricultura sin trabajo y los autos voladores. Las mujeres científicas han descubierto cómo atrapar energía solar y controlar el clima. Esto da como resultado "una especie de Planeta de los simios basado en el género donde los roles se invierten y los hombres están encerrados en un futuro tecnológicamente avanzado".
Allí, los estereotipos tradicionales tales como "Los hombres tienen cerebros más grandes" y las mujeres son "naturalmente débiles" se contrarrestan con lógica como "un elefante también tiene un cerebro más grande y pesado" y "un león es más fuerte que un hombre" y, sin embargo, ninguno de los dos dominan a los hombres. En Ladyland se elimina el crimen, ya que los hombres fueron considerados responsables de este en su totalidad. La jornada laboral es de solo dos horas, ya que los hombres solían perder seis horas de cada día fumando. La religión es una de amor y verdad. La pureza se mantiene sobre todo, de modo que la lista de "relaciones sagradas" ( mahram ) está ampliamente extendida. 

## Origen de la historia
Según Hossain, ella escribió El sueño de la Sultana como una forma de pasar el tiempo mientras su esposo, Khan Bahadur Syed Sakhawat Hossain, un magistrado adjunto, estaba de viaje. Su esposo era un lector elogioso y alentó a Hossain a leer y escribir en inglés. Por ello escribir El sueño de la Sultana en inglés fue una forma de demostrarle a su esposo su dominio del idioma. Sakhawat quedó muy impresionado con la historia y alentó a Hossain a enviarla a The Indian Ladies Magazine, que publicó la historia por primera vez en 1905. La historia fue publicada más tarde en forma de libro en 1908.